# Mariusz Stępiński
Mariusz Stępiński (* 12. Mai 1995 in Sieradz, Polen) ist ein polnischer Fußballspieler. Er spielt im Sturm vorzugsweise als Mittelstürmer.

## Karriere

### Verein
Mariusz Stępiński hatte in seiner Jugend bis 2009 für den unterklassigen Verein Piast Błaszki gespielt, bevor er in die Jugend des Fünftligisten Pogoń-Ekolog Zduńska Wola wechselte. Dort schaffte er in der Rückrunde der Saison 2010/11 den Sprung in die erste Mannschaft. Im Sommer 2011 wurde er vom Erstligisten Widzew Łódź verpflichtet. Zu Beginn der Saison kam er nur in der zweiten Mannschaft in der separaten Nachwuchsliga Młoda Ekstraklasa zum Einsatz. Am 27. November 2011 debütierte er unter Trainer Radosław Mroczkowski im Alter von 16 Jahren, sechs Monaten und 15 Tagen in der Profimannschaft, als er im Auswärtsspiel gegen Lech Posen (1:0) in der dritten Minute der Nachspielzeit für Piotr Grzelczak eingewechselt wurde. Es folgten weitere Kurzeinsätze. Am 5. Spieltag der Saison 2012/13 erzielte Stępiński im Heimspiel gegen Górnik Zabrze (1:1) sein erstes Tor. Im Laufe der Saison erkämpfte er sich einen Stammplatz in der Mannschaft.
Zur Saison 2013/14 wechselte Stępiński in die Bundesliga zum 1. FC Nürnberg. Am 25. August 2014 wurde er bis zum Ende der Saison 2014/15 zu Wisła Krakau verliehen. Zur Saison 2015/16 wurde er an Ruch Chorzów verkauft. Stępiński erhielt einen Dreijahresvertrag. Gleich in seinem ersten Saisonspiel erzielte er als Einwechselspieler das entscheidende Siegtor und ab dem fünften Spiel war er Stammspieler im Team. Insgesamt erzielte er in 34 Spielen 15 Tore. Zur Saison 2016/17 interessierte sich unter anderem der 1. FC Köln für Stępiński, dieser zog zur jedoch einen Wechsel zum französischen Erstligisten FC Nantes vor. 2017 wurde er vom  italienischen Erstligisten Chievo Verona ausgeliehen und dann ein Jahr später für 2,5 Millionen Euro fest verpflichtet. 2020 stieg er mit dem Verein in die Serie B ab und ein Jahr später wurde er an den zyprischen Erstligisten Aris Limassol verliehen. 

### Nationalmannschaft
Mariusz Stępiński spielte seit der U-15 für alle Jugendauswahlmannschaften des polnischen Fußballverbandes. Mit der U-17 zog er bei der U-17-Fußball-Europameisterschaft 2012 in Slowenien ins Halbfinale ein, in dem man jedoch an Deutschland scheiterte.
Im Januar 2013 wurde Stępiński im Alter von 17 Jahren vom polnischen Nationaltrainer Waldemar Fornalik für ein Länderspiel der A-Nationalmannschaft am 2. Februar 2013 gegen Rumänien im spanischen Málaga nominiert. Bei dem 4:1-Sieg kam er dann zu seinem Debüt, als er in der 84. Minute für Waldemar Sobota eingewechselt wurde.
Danach spielte er aber in den nächsten zweieinhalb Jahren nur in der U-20 bzw. U-21. Erst nach der erfolgreichen Qualifikation Polens für die Fußball-Europameisterschaft 2016 in Frankreich wurde er Ende 2015 wieder zu einem Vorbereitungsspiel eingeladen und obwohl er in der Partie gegen Island nur wenige Minuten spielte, wurde er als Spieler mit den wenigsten Nationalmannschaftseinsätzen ins polnische EM-Aufgebot aufgenommen. Er war einer von insgesamt fünf Spielern des EM-Kaders, die im Turnier ohne Einsatz blieben.